# 牧彦七
牧 彦七（まき ひこしち、1873年 - 1950年）は、日本の道路技術者。都市計画家。

## 人物
1873年、大分県に生まれる。1898年、東京帝国大学工科大学土木工学科卒業。卒業後台湾の台北県、台南県の技師として赴任。総督府民政長官後藤新平の下で土木課長として淡水渓の改皐、道路建設、都市改良、河川改修など工事を1901年までの3年間担当したが、廃県とともに退官する。
1902年、埼玉県技師となり土木課長就任。その後秋田県に異動。この時期耕地整理に関して用水路の設計に新しい方法を求めるため、東北大学農学部に通って研究、これを解決して県在職中に学位論文を起草。
道路技術者などとして著名だが、この時期までは水理、河川関係の仕事に従事し、埼玉県沈床や秋田県の法枠の改良などに力を尽くしている。
なお長らく1912年竣工の旧秋田銀行本店（現・赤れんが郷土館）設計者とされていた。牧は責任者であって、実際は秋田県技師である山口直昭と星野男三郎であることが確認されている。
1914年、内務省に移籍。内務省に入ってからは、当時道路政策の根本的改革期にあり、そうしたこともあって道路事務を担当、道路法、道路構造令、街路構造令などの制定に専心した。
1915年から明治神宮造営局技師。1917年、工学博士。1919年、内務省土木局技師兼鉄道技師をつとめる。1919年道路法制定に参画、街路構造令を起草し、橋詰広場や遊歩道施設を規程に盛り込む。
1921年、道路会議臨時議員に推されて欧米各国へ出張。帰国後の1922年、創設された内務省土木試験所初代所長に就任。「簡易舗装」などを考案。所長在任中は部下を叱咤激励し、「雷親父」「ライオン」とあだ名される。1923年、東京帝国大学工学部講師も兼任、1930年まで道路および街路、都市計画の2つの講義を担当。
その後関東大震災が発生し、かつての上司後藤新平から誘われて帝都復興事業に尽力するため、壊滅的打撃を受けた横浜市に復興計画づくりのため派遣され、前任者・坂田貞明の死によって空席であった都市計画局長を兼務した。こうして5億円規模の横浜・震災復興都市計画案（通称・牧案）を立案する。1924年には、東京市道路局長に就任。
その後東京市土木局長に就任。1928年まで従事した。土木局長在職中は路面改良の普及に努力し、自ら設計して日本最初の簡易舗装を施工するなど、道路技術黎明期にその発展の基礎を築いた。
1947年の第1回参議院議員通常選挙に全国区から立候補したが落選した。

## 栄典
- 1916年（大正5年）4月10日 - 正五位[2]

## 著書
- 『土木頸談』（1933年）
- 『道路の今昔』（1934年）